# Monica Trinca Colonel
Monica Trinca Colonel (* 21. Mai 1999 in Grosotto) ist eine italienische Radrennfahrerin, die im Straßenradsport aktiv ist.

## Sportliche Laufbahn
Im Alter von sechs Jahren begann Trinca Colonel mit dem Radsport und bestritt im Nachwuchsbereich Rennen gegen Letizia Paternoster, Elisa Balsamo und Chiara Consonni. Während sich ihre Konkurrentinnen weiterentwickelten, stagnierte sie und hörte im Alter von 15 Jahren mit dem Radsport komplett auf. Erst Jahre später begann sie wieder in der Freizeit parallel zu ihrem Beruf als Optikerin mit dem Radsport, wo sie ihren Spaß wiederfand und auch wiederholt Gran-Fondo-Rennen bestritt.
Bei einem VO2max-Test in einem Sportlabor zeigte Trinca Colonel überdurchschnittliche hohe Werte. Das Labor versendete ihre Testergebnisse an verschiedene Radsportteams. Zur Saison 2024 nahm sie das italienische Team BePink-Bongioanni unter Vertrag. In ihrer ersten Saison blieb sie zwar ohne Sieg, machte aber wiederholt durch vordere Platzierungen auf sich aufmerksam, unter anderem als Gesamtvierte der Trofeo Ponente in Rosa, Gesamtdritte der Tour Cycliste Féminin International de l’Ardèche sowie als jeweils Siebte beim Giro dell’Emilia Donne und bei Tre Valli Varesine. Zum Saisonabschluss wurde sie mit dem Team italienische Meisterin im Mannschaftszeitfahren.
Nach ihren Ergebnissen erhielt Trinca Colonel zur Saison 2025 einen Profivertrag beim UCI Women’s WorldTeam Liv AlUla Jayco. Ihren Werdegang im neuen Team begann sie mit dem vierten Gesamtrang bei der UAE Tour auf der UCI Women’s WorldTour.

## Erfolge
2024
- Italienische Meisterin – Mannschaftszeitfahren